# NGC 5144B
NGC 5144B (другие обозначения — UGC 8420, MCG 12-13-5, MK 256, ZWG 336.8, 7ZW 511, PGC 200298) — галактика в созвездии Малая Медведица.
Этот объект не входит в число перечисленных в оригинальной редакции «Нового общего каталога» и был добавлен позднее.